# Roman Jakobson
 Der er for få eller ingen kildehenvisninger i denne artikel, hvilket er et problem. Du kan hjælpe ved at angive troværdige kilder til de påstande, som fremføres i artiklen.

Roman Osipovitj Jakobson (russisk: Рома́н О́сипович Якобсо́н, tr. Román Ósipovitj Jakobsón; født 11. oktober 1896 i Moskva, Det Russiske Kejserrige, død 18. juli 1982 i Boston, USA) var en russisk-amerikansk-tjekkisk sprog- og litteraturforsker. Han var professor ved Columbia University i New York i årene 1946-1949 og ved Harvard University 1949-1967.
Roman Jakobson er især kendt for teorien om de seks sprogfunktioner. 
Den emotive funktion, den referentielle funktion, den konative funktion, den faktiske funktion, den poetiske funktion og den metasproglige funktion. Derudover betegner han det litterære sprog som en binær størrelse, som enten er domineret af metonymi eller metafor.
Roman Jakobson var også kendt for sin kommunikationsmodel, som han skrev i 1960.
Han sagde at der var seks grundlæggende faktorer i en kommunikationshandling. En afsender, en modtager, en meddelelse, en kontakt (kommunikationskanal), en kode og en kontekst. 
Ifølge Roman Jakobsen kunne et eksempel på kommunikation se således ud:
- en afsender, sender
- en meddelelse/et budskab til
- en modtager
- Mellem afsender og modtager skal der altid være en kontakt (kommunikationskanal), dette kan foregå fysisk eller psykisk.
- et fælles sprog, enten i form af direkte sprog, skriftligt, visuelt, eller et system som begge parter ikke er i tvivl om.
- en fælles kontekst, som gør at begge parter har en forståelse.

## Skandinavien
Den 15. marts 1939, umiddelbart efter tyske troppers indmarch i Tjekkoslovakiet, rejste Jakobson med sin kone fra Brno til Prag, hvor de skjulte sig i omkring en måned mens de ventede udrejsevisa. Den 23. april 1939 ankom de til Danmark, hvor Jacobson underviste på Københavns Universitet efter invitation, der var sendt før besættelsen, og derfra den 3. september til Oslo, hvor han arbejdede på Institut for komparative Kulturstudier og blev indvalgt som medlem af Videnskabernes Akademi i Norge. Den 9. april 1940 undlod Jakobson at køre hjem efter sine dokumenter, da han hørte om den tyske invasion, men flygtede til den svenske grænse, hvor familien blev accepteret som flygtninge den 23. april. I Sverige underviste Jacobson på Uppsala Universitet. I maj 1941 flygtede Jacobsons videre til USA med fragtskibet Remmaren, der ankom til New York den 4. juni 1941.